# Detektiv Conan Short Stories
Detektiv Conan Short Stories (jap. 名探偵コナン 特別編, Meitantei Konan: Tokubetsuhen, dt. „Meisterdetektiv Conan: Sonderkapitel“) ist eine seit 1997 laufende Mangaserie des japanischen Zeichners Gōshō Aoyama und dessen Assistenten. Sie werden hauptsächlich von den Assistenten, aber nach Gōshō Aoyamas Vorgaben gezeichnet.

## Veröffentlichungen
Die Detektiv Conan Short Stories wurden in Japan erstmals 1997 als eine Sammlung von Kurzgeschichten rund um die erfolgreiche Serie Detektiv Conan veröffentlicht. Im Gegensatz zum Originalmanga wurden die Short Stories nicht von Gōshō Aoyama selbst gezeichnet, sondern von seinen Assistenten. Dementsprechend hebt sich auch der Zeichenstil deutlich von der Vorlage ab. Bisher (März 2015) wurden in Japan 39 Bände veröffentlicht. Während früher in regelmäßigen Abständen neue Bände erschienen, sinkt die Rate der hinzukommenden Bände in den letzten Jahren. Der bisher letzte Band 40 wurde im Dezember 2015 herausgebracht.
In Deutschland erschienen die Kurzgeschichten erstmals mit der ersten Ausgabe des Manga Magazins Manga Twister des deutschen Verlages Egmont Manga (EMA). Ab dem 17. Mai 2005 wurde den Geschichten aufgrund des enormen Erfolgs eine eigene Serie in Sammelbänden gewidmet. Die Bände erschienen jeden zweiten Monat abwechselnd mit der Originalreihe. Nach 18 Bänden wurde die Publikation durch Egmont Manga vorläufig eingestellt.

## Zeichner
Die Detektiv Conan Short Stories wurden nicht von Gōshō Aoyama selbst, sondern von seinen Assistenten gezeichnet. Im Laufe der Veröffentlichung waren es folgende:
- Band 1: Eiichi Yamagishi
- Band 2: Eiichi Yamagishi
- Band 3: Eiichi Yamagishi
- Band 4: Yutaka Abe, Denjiro Maru
- Band 5: Masaru Ōta, Ekoda-Tanteidan
- Band 6: Eiichi Yamagishi
- Band 7: Masaru Ōta, Ekoda Tanteida
- Band 8: Yutaka Abe, Denjiro Maru
- Band 9: Yutaka Abe, Denjiro Maru
- Band 10: Masaru Ōta, Ekoda-Tanteidan
- Band 11: Eiichi Yamagishi
- Band 12: Yutaka Abe, Denjiro Maru
- Band 13: Masaru Ōta, Ekoda-Tanteidan
- Band 14: Eiichi Yamagishi
- Band 15: Yukata Abe, Denjiro Maru, Takahisa Taira
- Band 16: Masaru Ōta, Ekoda-Tanteidan
- Band 17: Yutaka Abe, Denjiro Maru, Takahisa Taira
- Band 18: Masaru Ōta, Ekoda-Tanteidan
- Band 19: Eiichi Yamagishi
- Band 20: Yutaka Abe, Denjiro Maru
- Band 21: Masaru Ōta, Ekoda-Tanteidan
- Band 22: Eiichi Yamagishi
- Band 23: Yutaka Abe, Denjiro Maru
- Band 24: Masaru Ōta, Ekoda-Tanteidan
- Band 25: Eiichi Yamagishi
- Band 26: Yutaka Abe, Denjiro Maru
- Band 27: Masaru Ōta, Ekoda-Tanteidan
- Band 28: Masaru Ōta, Ekoda-Tanteidan
- Band 29: Yutaka Abe, Denjiro Maru
- Band 30: Masaru Ōta, Kazuhiro Kubota
- Band 31: Yutaka Abe, Denjiro Maru
- Band 32: Masaru Ōta, Kazuhiro Kubota
- Band 33: Yutaka Abe, Denjiro Maru
- Band 34: Masaru Ōta, Kazuhiro Kubota
- Band 35: Yutaka Abe, Denjiro Maru
- Band 36: Masaru Ōta, Kazuhiro Kubota
- Band 37: Masaru Ōta, Kazuhiro Kubota
- Band 38: Masaru Ōta, Kazuhiro Kubota
- Band 39: Masaru Ōta, Kazuhiro Kubota
- Band 40: Masaru Ōta, Kazuhiro Kubota

## Handlung
Die Grundzüge der Handlung der Short Stories und der Originalgeschichten stimmen überein. So wurde auch in ihnen der Oberschülerdetektiv Shin’ichi Kudō auf Kindesgröße geschrumpft, doch die Handlung setzt erst nach den Ereignissen des zweiten Bandes ein. Shin’ichi gab sich den Decknamen Conan Edogawa und quartierte sich im Detektivbüro des Vaters seiner Schulfreundin Ran Mōri ein.
Die Handlung geht jedoch grundsätzlich nicht näher auf die Geschehnisse des Originals ein, sondern besteht vielmehr aus Kurzgeschichten mit jeweils einem Fall, den es aufzuklären gilt. Die einzelnen Geschichten stehen in keinem besonderen Zusammenhang zueinander. Die meisten Fälle bestehen aus zwei Kapiteln.
In den aktuelleren Bänden der Short Stories-Reihe, die noch nicht in Deutschland veröffentlicht wurden, tritt auch Kaito Kid auf. Zudem handeln zwei Fälle von Mitgliedern der Männer in Schwarz, die in der Originalreihe nicht zu sehen sind und bisher auch nicht in diese übernommen wurden.

## Anime
Die meisten Fälle der Detektiv Conan Short Stories finden bei der Anime-Umsetzung der Serie Detektiv Conan keine Beachtung. Selten kommt es aber dennoch dazu, dass Episoden des Detektiv Conan-Animes auf Vorlagen aus der Short Stories-Reihe basieren. Unter anderem ist dies bei den Folgen mit den deutschen Titeln „Wettlauf gegen die Zeit“ und „Ein wasserdichtes Alibi“ der Fall.